# Haworthia wittebergensis
Haworthia wittebergensis är en grästrädsväxtart som beskrevs av Winsome Fanny 'Buddy' Barker. Haworthia wittebergensis ingår i släktet Haworthia och familjen grästrädsväxter. Inga underarter finns listade i Catalogue of Life.

## Bildgalleri

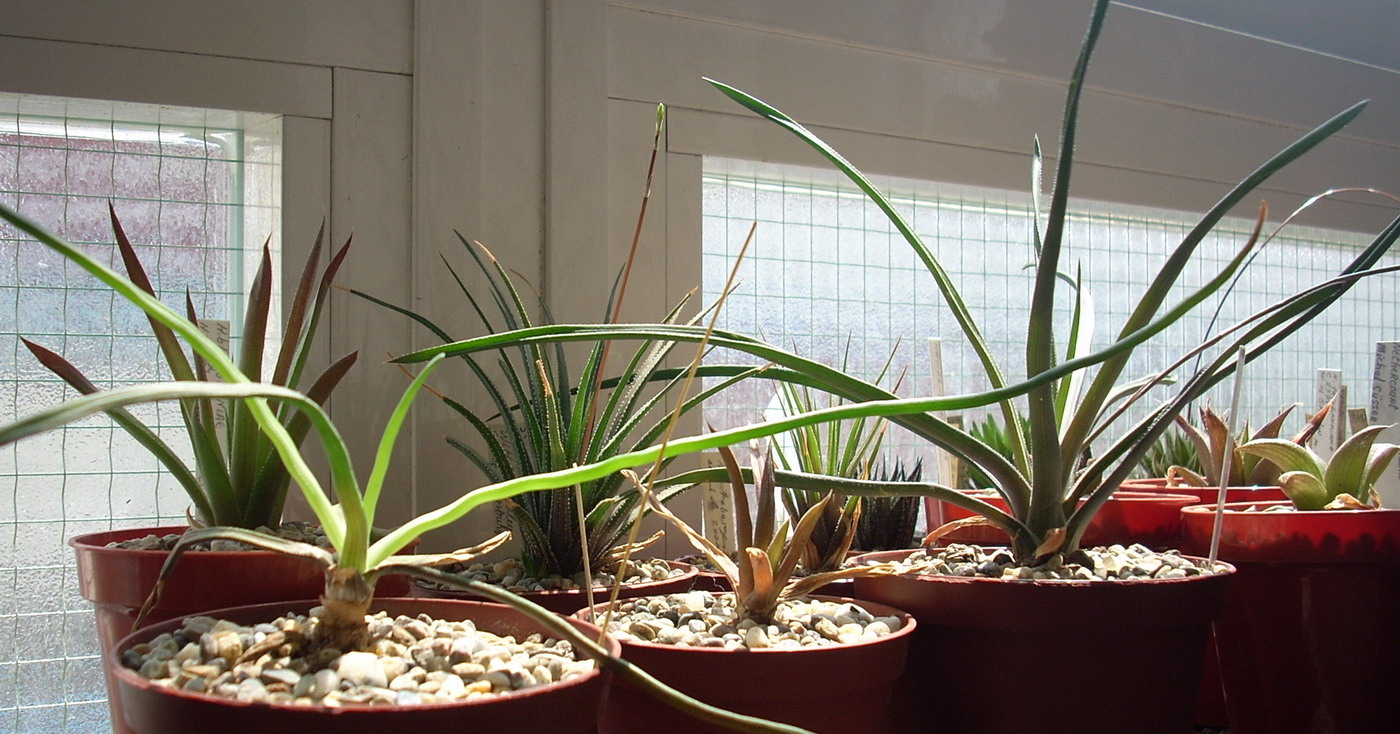